# Toledo (stacja metra)
Toledo – stacja metra w Neapolu, na Linii 1 (żółtej). 
Obsługuje dzielnicę San Giuseppe.
Stacja została otwarta 17 września 2012.